# Реинга
Реинга (англ. Cape Reinga, маори Te Reinga; Te Rerenga Wairua) — мыс полуострова Аупоури, северо-западная оконечность Северного острова Новой Зеландии, граница между Тасмановым морем и Тихим океаном. Административно входит в состав района Фар-Норт региона Нортленд.

## География
Высшая точка мыса — 155 метров над уровнем моря. С 2010 года мыс связан с остальной страной Федеральным шоссе № 1. Воображаемая линия, проведённая от оконечности мыса до австралийского острова Норфолк является границей между Тасмановым морем и Тихим океаном.
У мыса оканчивается 90-мильный пляж, протянувшийся вдоль всего западного берега полуострова Аупоури. Живописный мыс посещает множество туристов: на 2007 год более 120—150 тысяч человек в год, летом — до 1300 автомобилей в день, для посетителей обустроены парковки и туалеты. На мысе расположен маяк, работающий с 1941 года.

## Вмифологии маори
Согласно верованиям маори, мыс Реинга является местом, где души умерших спускаются на дно моря, путешествуют по нему до островов Три-Кингс, там взбираются на гору Охауа и бросают последний взгляд на свой земной дом. Само маорийское слово Реинга означает «Загробный мир». У мыса встречаются Te Moana-a-Rehua («море Рехуа», Тихий океан, мужчина) и Te Tai-o-Whitirea («море Витиреа», Тасманово море, женщина).

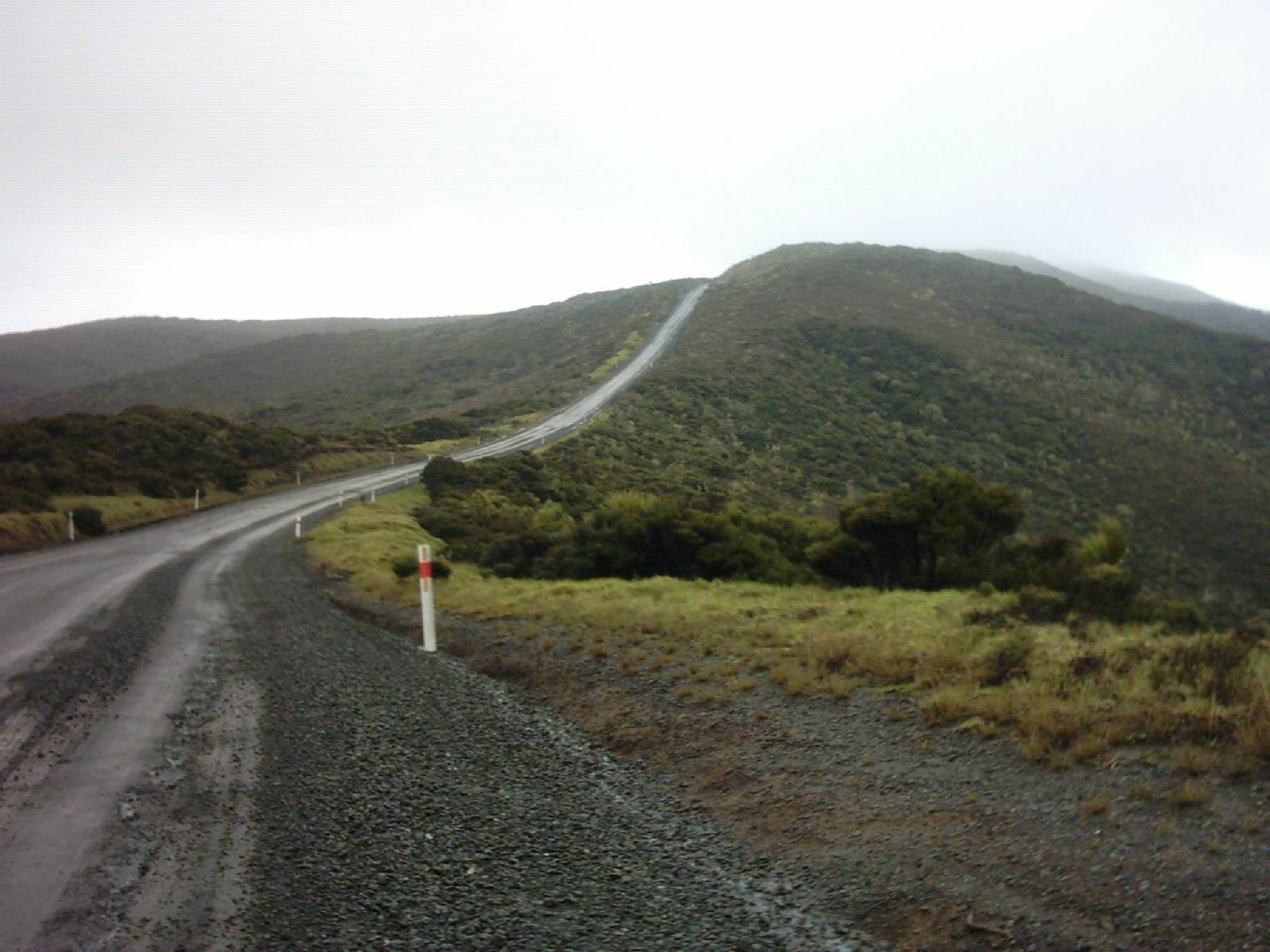
До 2010 года так выглядела единственная дорога к мысу
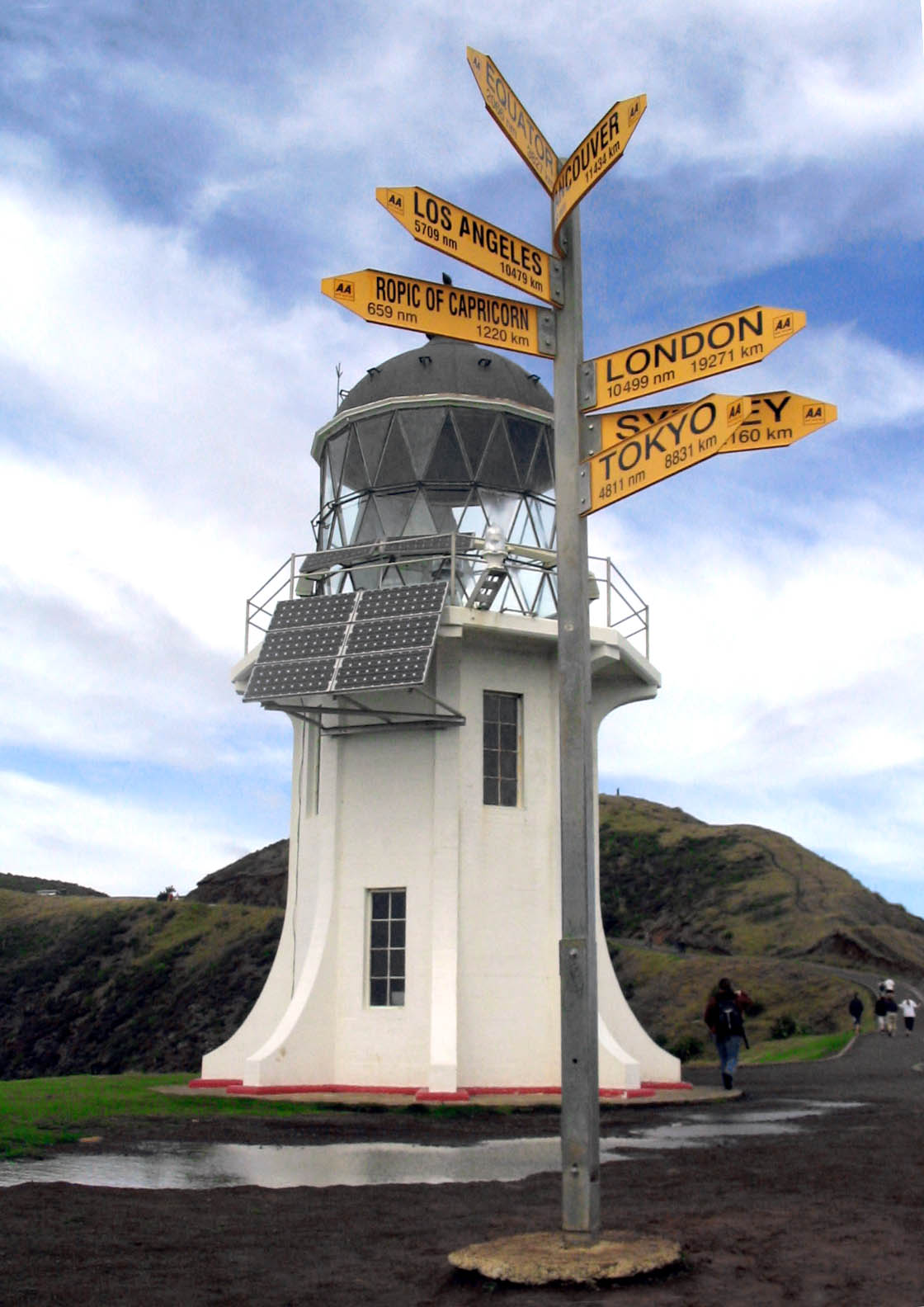
Маяк мыса Реинга
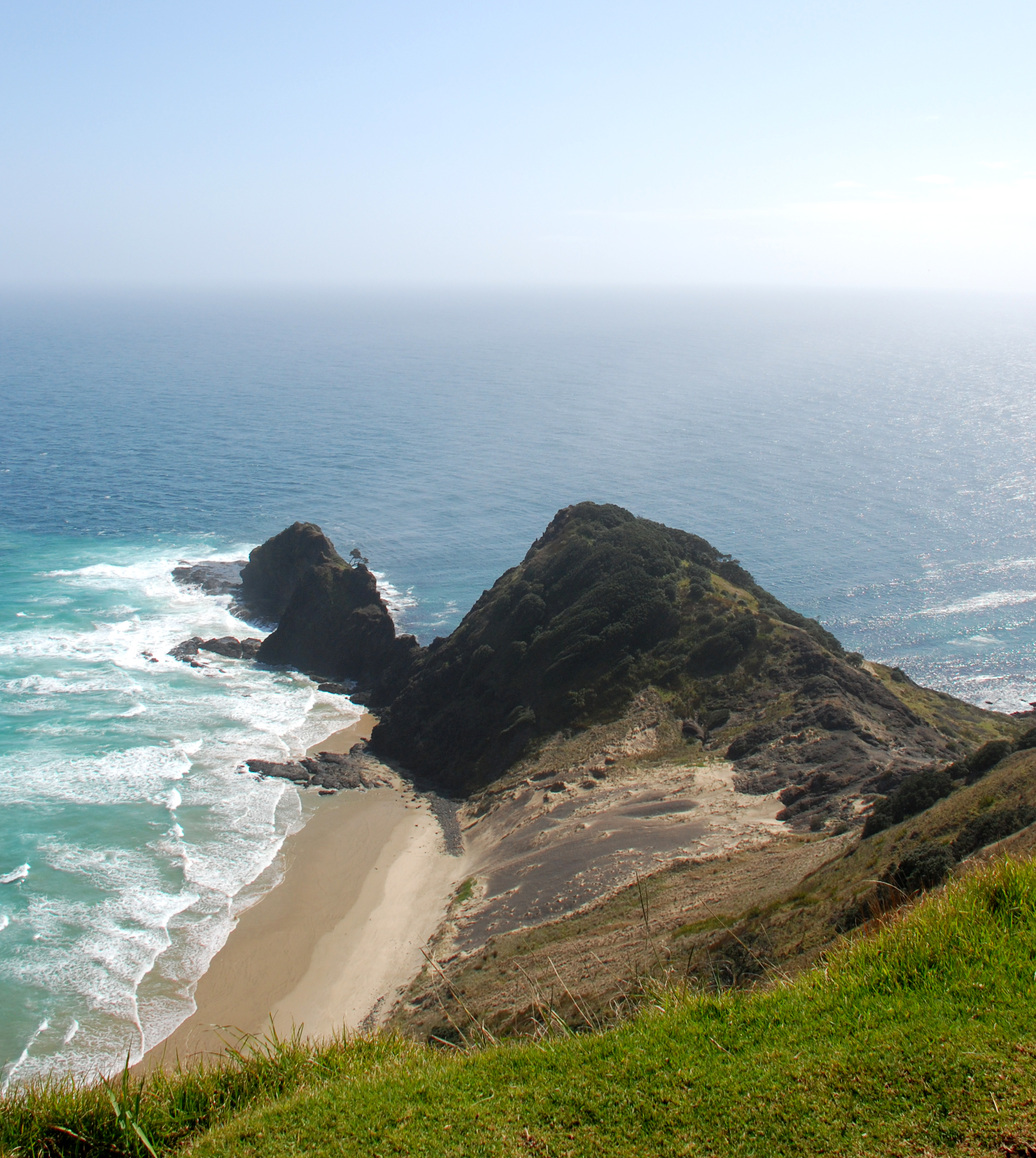
Оконечность мыса